# Centi
Pour un article plus général, voir Préfixes du Système international d'unités.
Centi (symbole c) est le préfixe du Système international d'unités (SI) qui représente 10-2 fois cette unité (soit un centième). On a par exemple, le centiampère, le centimètre et le centitesla.
Par extension, ce préfixe est utilisé pour des unités qui n'appartiennent pas au Système international d'unités : on a ainsi le centiare, le centilitre ou le centimorgan (unité de mesure de la fréquence de recombinaison en génétique).
Adopté en 1795, ce préfixe vient du mot latin centum, signifiant « cent ».